# Amplypterus panopus
Espèce
Amplypterus panopus est une espèce d'insectes lépidoptères de la famille des Sphingidae, de la  sous-famille des Smerinthinae, de la tribu des Ambulycini, et du genre Amplypterus. C'est l'espèce type pour le genre.

## Répartition et habitat
Répartition
Il se trouve au Sri Lanka, au Sud et au Nord de l'Inde (y compris les îles Andaman et Nicobar ), au Népal, en  Birmanie, dans le Sud de la Chine, en Thaïlande, au Vietnam, en Indonésie (Sulawesi) et aux Philippines.

## Description
L'envergure est de 130-168 mm.

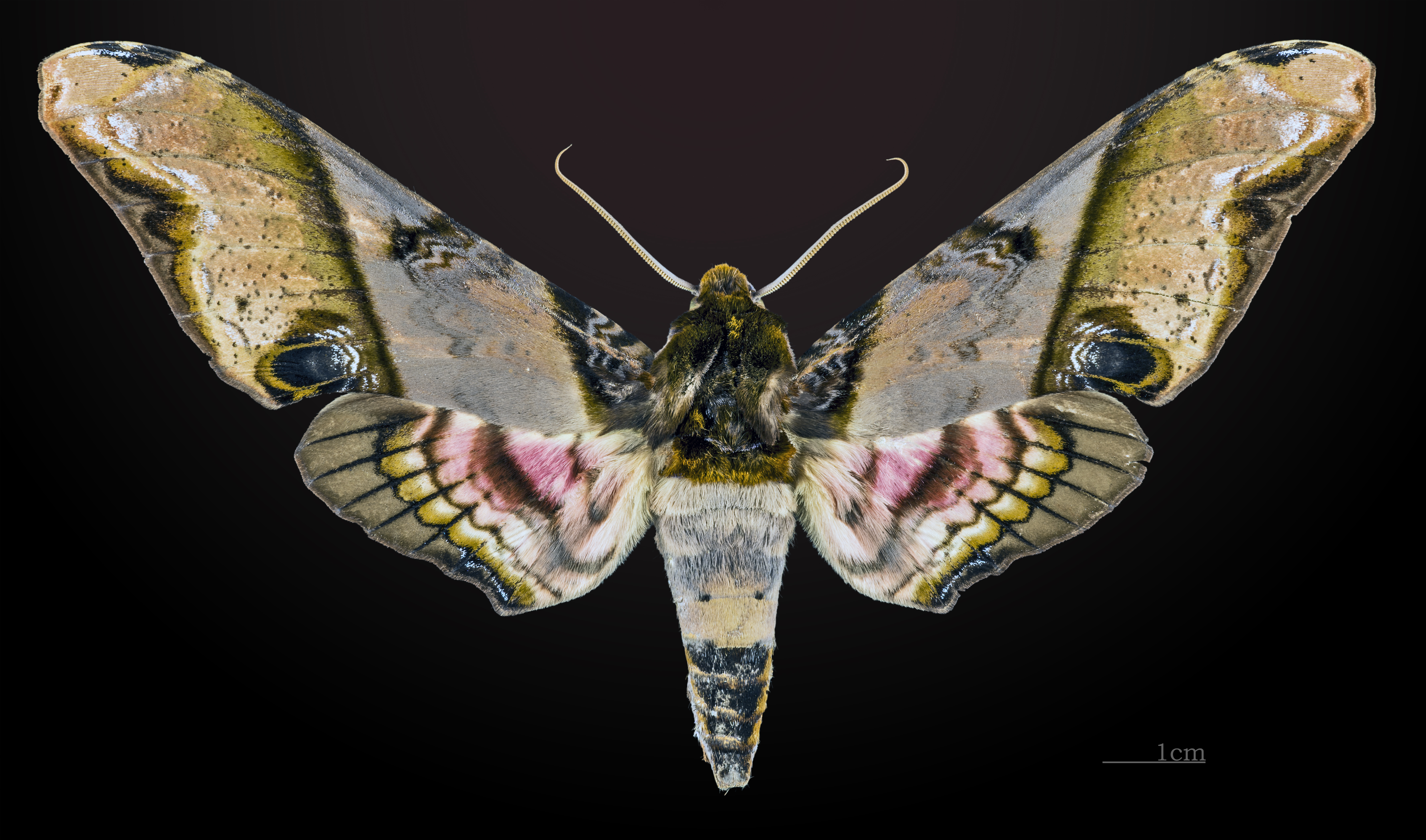
Avers du mâle (coll.MHNT)
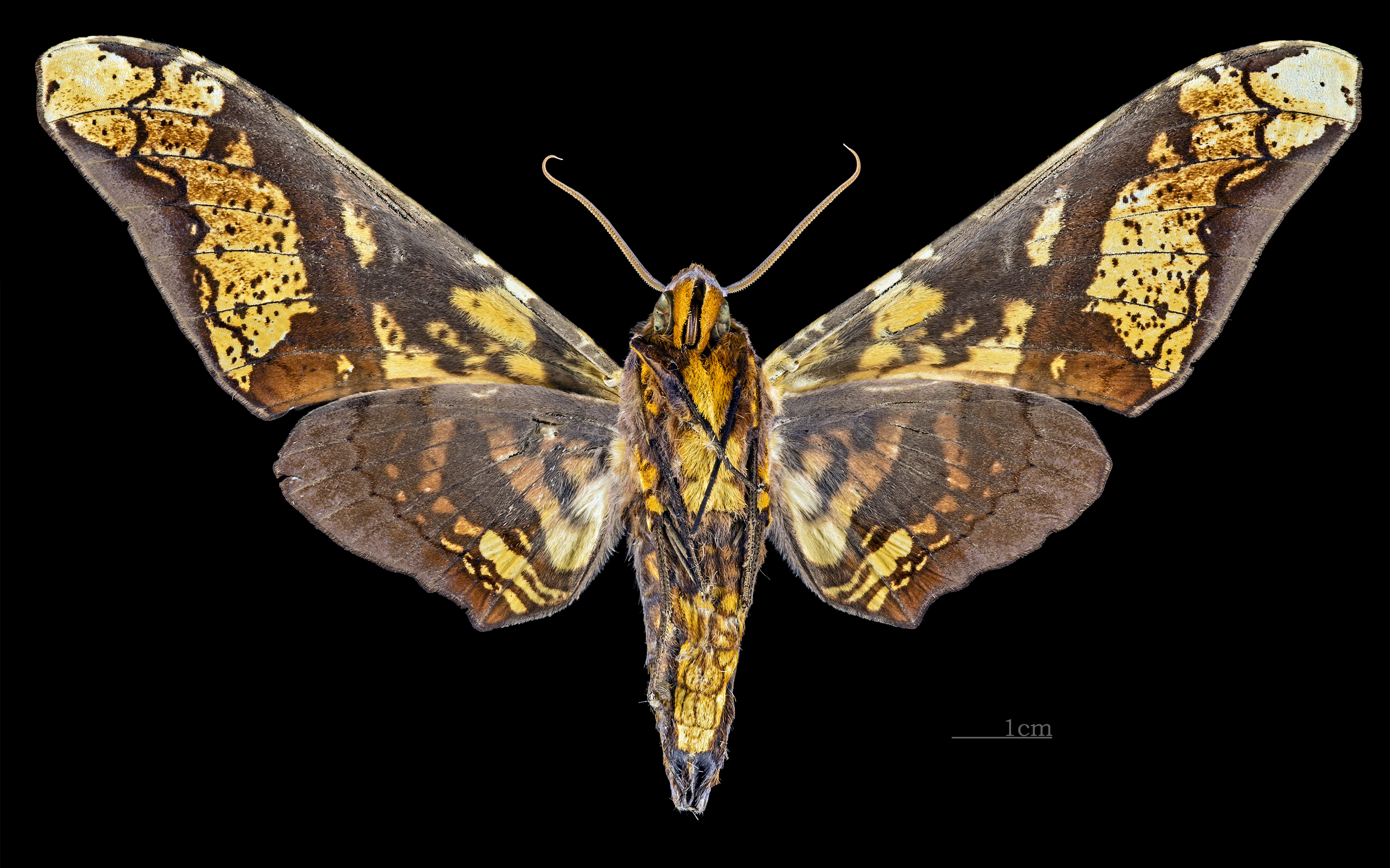
△ Revers du mâle (coll.MHNT)
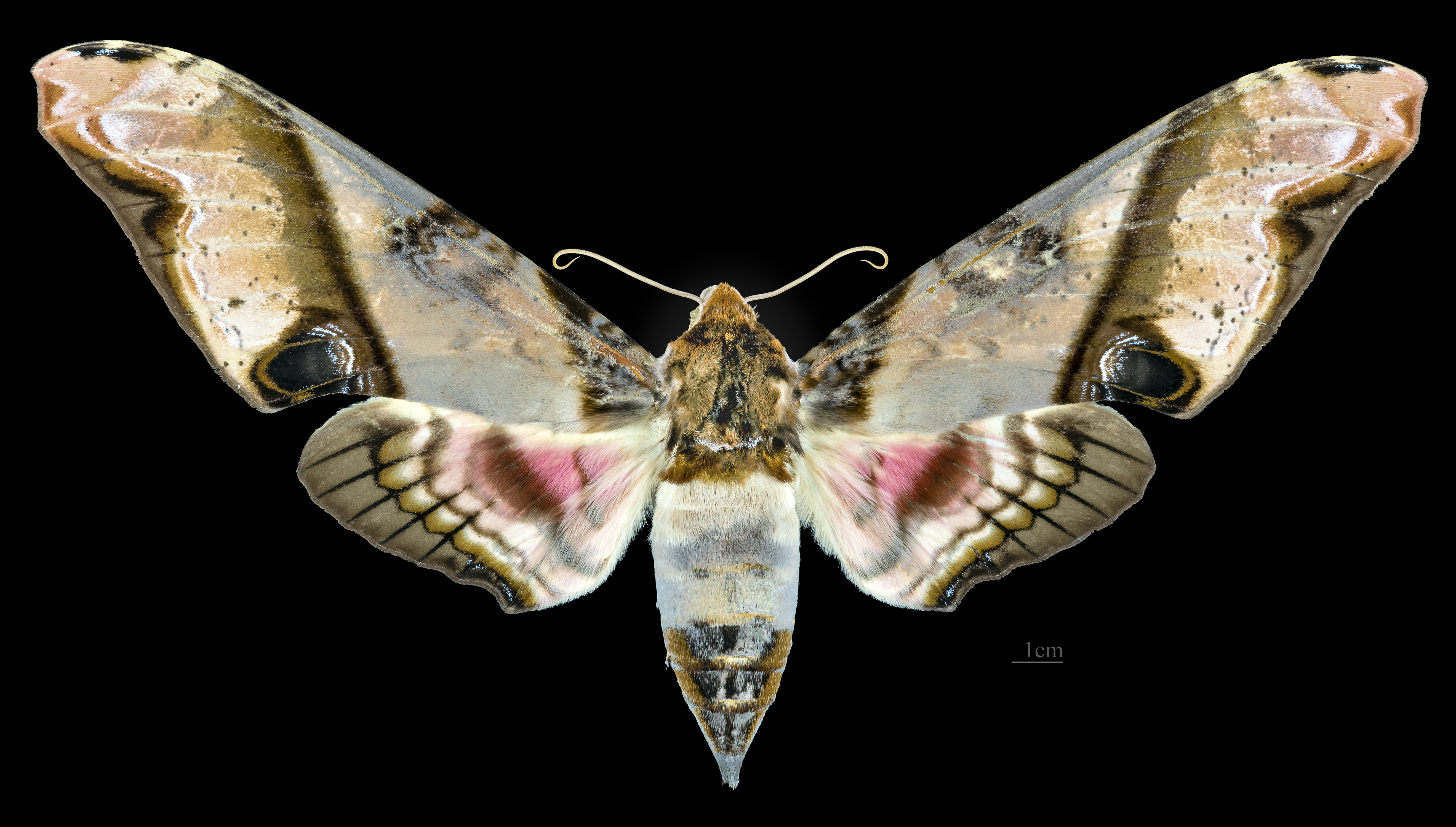
Avers de la femelle (coll.MHNT)
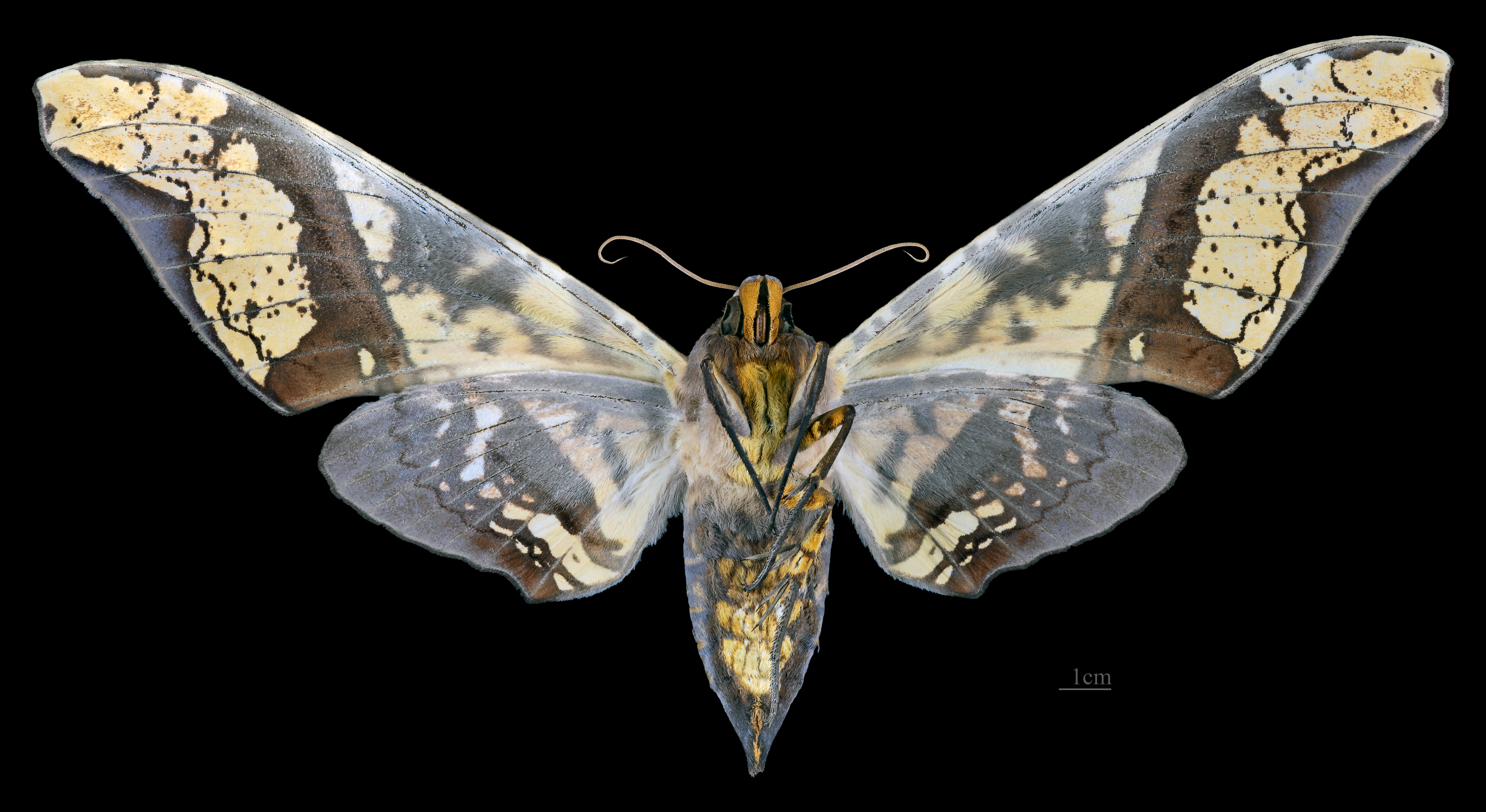
△ Revers de la femelle (coll.MHNT)

## Biologie
- Les adultes volent en mars, avril, juin, août et décembre à Hong Kong.
- Les chenilles se nourrissent sur Dracontomelum, Mangifera indica, Rhus, Durio, Calophyllum et Garcinia.

## Systématique
L'espèce Amplypterus panopus a été décrite par l'entomologiste Pieter Cramer en 1779, sous le nom initial de Sphinx panopus.

### Synonymie
- Sphinx panopus Cramer, [1779] Protonyme
- Calymnia panopus (Cramer, [1779])
- Composogene panopus (Cramer, [1779])
- Calymnia pavonica Moore, 1877

### Taxinomie
Liste des sous-espèces
- Amplypterus panopus panopus
- Amplypterus panopus hainanensis Eitschberger, 2006 (Hainan)